# کوماموتو ۹۹۹۳
سیارک ۹۹۹۳ (به انگلیسی: 9993 Kumamoto، نامگذاری:1997VX5) نه هزار و نهصد و نود و سومین سیارک کشف شده‌است که در ۶ نوامبر ۱۹۹۷ کشف شد.
قدر مطلق سیارک برابر ۱۳٫۱۰ است.